# Ez-Zamálek
Az ez-Zamálek (arabul: نادي الزمالك الرياضي, angolul: al Zamalek, el Zamalek, Zamalek SC vagy Zamalek), röviden Zamálek az egyiptomi labdarúgó-bajnokság, egyben az afrikai kontinens egyik legismertebb és legsikeresebb klubja. Székhelye Kairó városában található. A klubot egy Merzbach nevű ügyvéd alapította 1911-ben. Az eltelt évtizedek során az ez-Zamálek számos bajnoki címet, hazai és nemzetközi kupát nyert el, amellyel az al-Ahli mögött sokáig a második számú egyiptomi és egyben afrikai klubnak számított. Az utóbbi években azonban a csapat teljesítménye meglehetősen kiegyensúlyozatlannak mondható.

## Története

### A kezdetektől az 1950-es évek elejéig
A klub alapítására 1911-ben, Kairóban került sor. Az alapító egy Merzbach nevű belga ügyvéd volt. Célja egy olyan egyesület létrehozása volt, amely méltó vetélytársa lehet a brit klubnak tartott al-Ahlinak, egyben képviseli a helyieket és a nem brit származású külföldieket is. Első neve Kaszr an-Níl volt. 1913-ban az egyesület elköltözött a Ramszesz utca és a Július 16 utca sarkán található bíróság épületébe. A költözés egyben névváltozással is járt. A klub új neve an-Nádi al-Mohtalat, a vegyes klub lett. Az első hivatalosan megrendezett torna a Husszein szultán-kupa volt Egyiptomban, amely 1917-től 1938-ig létezett. Az ez-Zamálek az első trófeáját ebben kupában szerezte 1921-ben. A kupagyőzelmet a rákövetkező évben ismét sikerült megszereznie. Emellett 1922-ben a megnyerte az egyiptomi labdarúgókupát is. Az egyesület 1923-ban került teljesen egyiptomi irányítás alá.
Az 1930-as években három alkalommal nyerte meg egyiptomi labdarúgókupát. 1938-tól, a Husszein szultán-kupa megszűnése után, pedig a kairói regionális labdarúgó-bajnokságban vett részt. 1941-ben ismét névváltoztatásra került sor. A klub új neve Nádi el-Faruk lett, Faruk egyiptomi és szudáni király tiszteletére. Az 1940-es évek elhozták a csapat egyik legeredményesebb korszakát. Az 1939 és 1953 közötti időszakban tíz alkalommal nyerte meg a bajnokságot, maga mögé utasítva a nagy rivális al-Ahlit. Az 1940-es évek elején három ízben az az egyiptomi labdarúgókupát is sikerült megnyernie. Az egységes egyiptomi labdarúgó-bajnokság 1948-as beindulásával a klub párhuzamosan vett részt az új országos és a régi kairói bajnokságokban is. Az utóbbi 1953-ban szűnt meg. 1952-ben az egyesület a kairói kerület után, amelyben található felvette a ma is használatos ez-Zamálek nevet.

### Az 1950-es évek elejétől 2008-ig
Az 1950 és 1980 közötti időszakban a klub négy alkalommal nyerte el a bajnoki címet az egységes egyiptomi labdarúgó-bajnokságban, az 1959–60-as, az 1963–64-es, az 1964–65-ös és az 1977–78-as szezonokban. Ebben az időszakban vált dominánssá az ez-Zamálek legnagyobb riválisa, az al-Ahli. Bár a csapat már nem vehette fel a versenyt a másik kairói klubbal, a szezonok döntő többségében sikerült a bajnoki ezüstérmet megszereznie. Az egyiptomi labdarúgókupában jóval sikeresebb szereplés várt a klubra, mivel azt tíz alkalommal is sikerült elnyernie (1952-ben, 1955-ben, 1957-ben, 1958-ban, 1959-ben, 1960-ban, 1962-ben, 1975-ben, 1977-ben és 1979-ben). A nemzetközi kupákban először 1976-ban vett részt. Az 1975-től 2003-ig létező Kupagyőztesek Afrika-kupájában összesen hat alkalommal szerepelt és azt egyszer sikerült megnyernie (2000-ben). Ellenfele a döntőben a kameruni Canon Yaoundé volt. A CAF-bajnokok ligájában 1979-ben szerepelt először. Ebben a sorozatban, a 2008-as szezont is beleértve, 16 alkalommal indult és az első győzelemre 1984-ben került sor. A sikert még négy alkalommal sikerült megismételnie 1986-ban, 1993-ban, 1996-ban és 2002-ben. A CAF-kupában, amely 1992 és 2003 között létezett, összesen két ízben indult. Az 1999-es kiírásban a csapat bejutott az elődöntőbe, ott azonban két rendkívül szoros mérkőzés után alulmaradt a tunéziai Étoile du Sahel ellenében. A CAF labdarúgó-szuperkupában négyszer szerepelt, ebből három ízben sikerült a kupát megnyernie, az 1993-as, az 1996-os és a 2002-es kiírásokban.
A hazai bajnokságban 1980 óta hét bajnoki címet nyert a klub, 1983–84-es, az 1987–88-as, az 1991–92-es, az 1992–93-as, a 2000–01-es, a 2002–03-as és a 2003–04-es szezonokban. Emellett legtöbbször ismét sikerült a második helyet megszereznie. Az egyiptomi labdarúgókupát a fenti időszakban négy alkalommal hódította el a csapat, 1988-ban, 1999-ben, 2002-ben és 2008-ban. 2004 márciusában az egyiptomi állam adócsalással gyanúsította meg a klubot és 14 millió egyiptomi font megfizetésére kötelezte. A klub vezetése azonban tagadta, hogy a játékosok átigazolási díjaival kapcsolatban bármi illegális tranzakcióra sor került volna. A 2004–05-ös idényben ennek megfelelően a csapat teljesítménye jelentősen leromlott. A bajnokságban a 6. helyig esett vissza, az ezt követő három szezonban teljesítménye sokat javult és a legjobb három között fejezte be az egyiptomi labdarúgó-bajnokságot. A CAF-bajnokok ligája 2007-es kiírásában pedig már az első körben kiesett.

### 2008-tól napjainkig
A CAF-bajnokok ligája 2008-as idényében a csoportkörig jutott a csapat, ahol azonban utolsó helyen végzett. A 2008–2009-es szezon azonban ismét nagy csalódást keltett, mivel az ez-Zamálek csak a hatodik helyen végzett a bajnokságban. Az egyiptomi labdarúgókupában pedig már a legjobb 32 között kiesett. Az elnöki teendőket előbb átmenetileg Dr. Mohammed Amer vette át, majd 2009. május 30-án újraválasztották Mamdúh Abbászt, aki a stabilitás visszatérését igérte.
A 2009–2010-es szezon kezdete sem hozott áttörést. A csapat vezetését a francia Henri Michel vette át a svájci Decastel edzőtől. A sorozatos vereségek miatt azonban hamarosan Michelt is menesztették. Helyére az egyiptomi legenda, Hoszam Haszan érkezett. A csapat, bár eredményei javultak, a 15. forduló után is csak az ötödik helyen állt, 14 ponttal lemaradva a nagy rivális al-Ahlitól. Haszannal azonban az eredmények jelentősen javultak és a 19. forduló után a csapat már a harmadik helyen állt. A bajnokságot végül a második helyen fejezte be, hátránya pedig 10 pont volt a nagy riválistól. Az egyiptomi labdarúgókupában a legjobb 16 között esett ki, az al-Ahli ellenében.

## Az egyesület nevei
- Kaszr an-Níl (1911–1913)
- an-Nádi al-Mohtalat (1913–1941)
- Nádi el-Faruk (1941–1952)
- Nádi ez-Zamálek 1952-től[18]

## Hazai eredmények

### Szereplések az egyiptomi Husszein szultán-kupában
A Husszein szultánról elnevezett kupa volt az első hivatalosan megrendezett torna Egyiptomban, az egyiptomi labdarúgókupa és a kairói regionális labdarúgó-bajnokság előtt. A kiírásban külföldi csapatok is részt vehettek. Az ez-Zamálek két ízben nyerte meg az 1917 és 1938 között létező tornát, a következő években:
- 1921-ben és 1922-ben

### Szereplések a kairói regionális labdarúgó-bajnokságban
A klub az 1948-ban létrehozott, egységes egyiptomi labdarúgó-bajnokság előtt, 1938-tól, a kairói regionális labdarúgó-bajnokságban vett részt. 1948-tól 1953-ig, a kairói liga megszűnéséig pedig mindkét bajnokságban szerepelt. Összesen 10 alkalommal nyerte el a bajnoki címet, a következő idényekben:
- 1939–40, 1940–41, 1943–44, 1944–45, 1945–46
- 1946–47, 1948–49, 1950–51, 1951–52, 1952–53

### Élvonalbeli bajnoki szereplések
A klub a 2008–09-es szezon végéig 11 alkalommal nyerte el az egyiptomi bajnoki címet.
| Idény     | Helyezés | Idény     | Helyezés | Idény     | Helyezés | Idény     | Helyezés |
| --------- | -------- | --------- | -------- | --------- | -------- | --------- | -------- |
| 1948–49*  | 5. hely  | 1949–50*  | 3. hely  | 1950–51*  | 2. hely  | 1952–53   | 2. hely  |
| 1953–54   | 2. hely  | 1955–56   | 2. hely  | 1956–57   | 2. hely  | 1957–58** | 2. hely  |
| 1958–59   | 2. hely  | 1959–60   | 1. hely  | 1960–61   | 2. hely  | 1961–62   | 2. hely  |
| 1962–63** | 2. hely  | 1963–64** | 1. hely  | 1964–65   | 1. hely  | 1965–66   | 2. hely  |
| 1966–67   | 4. hely  | 1972–73   | 2. hely  | 1974–75   | 5. hely  | 1975–76** | 3. hely  |
| 1976–77   | 2. hely  | 1977–78   | 1. hely  | 1978–79   | 2. hely  | 1979–80   | 2. hely  |
| 1980–81   | 2. hely  | 1981–82   | 2. hely  | 1982–83   | 2. hely  | 1983–84   | 1. hely  |
| 1984–85   | 2. hely  | 1985–86   | 2. hely  | 1986–87   | 2. hely  | 1987–88   | 1. hely  |
| 1988–89   | 2. hely  | 1990–91   | 3. hely  | 1991–92   | 1. hely  | 1992–93   | 1. hely  |
| 1993–94   | 3. hely  | 1994–95   | 2. hely  | 1995–96   | 2. hely  | 1996/97   | 2. hely  |
| 1997–98   | 2. hely  | 1998–99   | 2. hely  | 1999–2000 | 3. hely  | 2000–01   | 1. hely  |
| 2001–02   | 3. hely  | 2002–03   | 1. hely  | 2003–04   | 1. hely  | 2004–05   | 6. hely  |
| 2005–06   | 2. hely  | 2006–07   | 2. hely  | 2007–08   | 3. hely  | 2008–09   | 6. hely  |
| 2009–10   | 2. hely  | 2010–11   |          | 2011–12   |          | 2012–13   |          |

*A klub neve 1941 és 1952 között Faruk és nem Zamálek volt. Az utóbbi név 1952 óta van használatban. A következő szezonokban nem tartottak bajnokságot, vagy az idényt nem fejezték be: 1951–52, 1954–55, 1967–68, 1968–69, 1969–70, 1970–71, 1971–72, 1973–74 és 1989–90.
**1957–58, 1963–64, 1975–76: A bajnokságot 2 csoportban játszották. A csoportgyőztesek ezt követően megmérkőztek a bajnoki címért. 1962–63: A bajnokságot 2 csoportban játszották. A csoportokból a 2-2 legjobb csapat rájátszásban vett részt.

### Szereplések az egyiptomi labdarúgókupában
Az ez-Zamálek 21 alkalommal nyerte meg az egyiptomi labdarúgókupát.
- 1922-ben, 1932-ben, 1935-ben, 1938-ban, 1941-ben, 1943-ban*
- 1944-ben, 1952-ben, 1955-ben, 1957-ben, 1958-ban*, 1959-ben
- 1960-ban, 1962-ben, 1975-ben, 1977-ben, 1979-ben, 1988-ban
- 1999-ben, 2002-ben és 2008-ban

*A fenti 2 alkalommal a klub a döntőben játszott döntetlen után, az Al-Ahli csapatával megosztva nyerte meg a kupát.

### Szereplések az egyiptomi labdarúgó-szuperkupában
A csapat összesen két alkalommal nyerte meg az egyiptomi labdarúgó-szuperkupát, a következő években:
- 2001-ben és 2002-ben

## Nemzetközi szereplések

### Szereplések a CAF-bajnokok ligájában
A klub összesen öt alkalommal nyerte meg a CAF-bajnokok ligáját, a következő években:
- 1984-ben, 1986-ban, 1993-ban, 1996-ban és 2002-ben

| Szezon | Esemény             | Kör         | Ország | Klub           | Eredmény    |
| ------ | ------------------- | ----------- | ------ | -------------- | ----------- |
| 1979   | CAF-bajnokok ligája | 1. kör      | uganda | Simba FC       | 2–1, –*     |
| 1979   | CAF-bajnokok ligája | 2. kör      |        | Ogaden Anbassa | –, –**      |
| 1979   | CAF-bajnokok ligája | Negyeddöntő |        | CS Imana       | 3–1, 0–1*** |

*A Simba FC nem folytatta a további küzdelmeket, ezért a visszavágó elmaradt.
**Az Ogaden Anbassa nem mérkőzött meg az ez-Zamálekkel, ezért az utóbbi játszott mérkőzés nélkül jutott tovább.
***A CS Imana elleni visszavágón a csapat a 88. percben elhagyta a játékteret, így a mérkőzés befejezetlen maradt, az ez-Zamálek pedig kiesett.
| Szezon | Esemény             | Kör         | Ország  | Klub              | Eredmény |
| ------ | ------------------- | ----------- | ------- | ----------------- | -------- |
| 1984   | CAF-bajnokok ligája | 1. kör      | Tunézia | CS Sfaxien        | 3–0, 1–1 |
| 1984   | CAF-bajnokok ligája | 2. kör      | Kenya   | Gor Mahia         | 1–0*, –* |
| 1984   | CAF-bajnokok ligája | Negyeddöntő | Zambia  | Nkana Red Devils  | 1–1, 5–1 |
| 1984   | CAF-bajnokok ligája | Elődöntő    | Algéria | JE Tizi-Ouzou     | 1–3, 3–0 |
| 1984   | CAF-bajnokok ligája | Döntő       | Nigéria | Shooting Stars FC | 2–0, 1–0 |

*Az első mérkőzést a 38. percben megszakították a Gor Mahia játékosainak a játékvezető ellen irányuló agresszív viselkedése miatt. A kenyai klubot a mérkőzést követően kizárták a tornáról.
| Szezon | Esemény             | Kör         | Ország   | Klub        | Eredmény         |
| ------ | ------------------- | ----------- | -------- | ----------- | ---------------- |
| 1985   | CAF-bajnokok ligája | 1. kör      | Szomália | Marine Club | –, –*            |
| 1985   | CAF-bajnokok ligája | 2. kör      | Szudán   | al-Hilal    | 4–0, 1–1         |
| 1985   | CAF-bajnokok ligája | Negyeddöntő | Burundi  | Vital'O FC  | 0–1, 5–2         |
| 1985   | CAF-bajnokok ligája | Elődöntő    | Marokkó  | FAR Rabat   | 1–0, 0–1 b.r:3–4 |

*A Marine Club nem mérkőzött meg az ez-Zamálekkel, ezért az utóbbi játszott mérkőzés nélkül jutott tovább.
| Szezon | Esemény             | Kör         | Ország           | Klub                   | Eredmény         |
| ------ | ------------------- | ----------- | ---------------- | ---------------------- | ---------------- |
| 1986   | CAF-bajnokok ligája | 1. kör      |                  | Panthères Noires       | 5–1, 1–1         |
| 1986   | CAF-bajnokok ligája | 2. kör      | Zimbabwe         | Dynamos FC             | 2–1, 2–0         |
| 1986   | CAF-bajnokok ligája | Negyeddöntő | Burundi          | FC Inter-Star          | 0–1, 3–0         |
| 1986   | CAF-bajnokok ligája | Elődöntő    | Kamerun          | Canon Yaoundé          | 1–2, 2–0         |
| 1986   | CAF-bajnokok ligája | Döntő       | Elefántcsontpart | Africa Sports National | 2–0, 0–2 b.r:4–2 |

| Szezon | Esemény             | Kör         | Ország            | Klub             | Eredmény |
| ------ | ------------------- | ----------- | ----------------- | ---------------- | -------- |
| 1987   | CAF-bajnokok ligája | 1. kör      | Egyenlítői-Guinea | Juvenil Reyes    | –, –*    |
| 1987   | CAF-bajnokok ligája | 2. kör      | Zambia            | Nkana Red Devils | 0–1, 2–0 |
| 1987   | CAF-bajnokok ligája | Negyeddöntő | Ghána             | Asante Kotoko    | 2–0, 1–5 |

*A Juvenil Reyes csapatát kizárták a tornáról, ezért az ez-Zamálek játszott mérkőzés nélkül jutott tovább.
| Szezon | Esemény             | Kör    | Ország | Klub      | Eredmény |
| ------ | ------------------- | ------ | ------ | --------- | -------- |
| 1989   | CAF-bajnokok ligája | 1. kör | Szudán | Al-Murada | 2–1, –*  |

*Az ez-Zamálek csapatát kizárták a tornáról.
| Szezon | Esemény             | Kör         | Ország     | Klub                 | Eredmény         |
| ------ | ------------------- | ----------- | ---------- | -------------------- | ---------------- |
| 1993   | CAF-bajnokok ligája | 1. kör      | Tanzánia   | Malindi SC           | 1–0, 4–0         |
| 1993   | CAF-bajnokok ligája | 2. kör      | Dél-Afrika | Kaizer Chiefs FC     | 1–2, 1–0         |
| 1993   | CAF-bajnokok ligája | Negyeddöntő | Algéria    | MC Oran              | 4–0, 1–1         |
| 1993   | CAF-bajnokok ligája | Elődöntő    | Nigéria    | Stationery Stores FC | 3–1, 0–0         |
| 1993   | CAF-bajnokok ligája | Döntő       | Ghána      | Asante Kotoko        | 0–0, 0–0 b.r:7–6 |

| Szezon | Esemény             | Kör         | Ország  | Klub             | Eredmény |
| ------ | ------------------- | ----------- | ------- | ---------------- | -------- |
| 1994   | CAF-bajnokok ligája | 1. kör      | Uganda  | Express FC       | –, –*    |
| 1994   | CAF-bajnokok ligája | 2. kör      | Kenya   | Gor Mahia        | 1–1, 2–1 |
| 1994   | CAF-bajnokok ligája | Negyeddöntő | Gabon   | AS Sogara        | 1–0, 2–2 |
| 1994   | CAF-bajnokok ligája | Elődöntő    | Zambia  | Nkana Red Devils | 2–0, 0–1 |
| 1994   | CAF-bajnokok ligája | Döntő       | Tunézia | Espérance        | 0–0, 1–3 |

*Az Express FC csapatát kizárták a tornáról, ezért az ez-Zamálek játszott mérkőzés nélkül jutott tovább.
| Szezon | Esemény             | Kör         | Ország    | Klub                 | Eredmény         |
| ------ | ------------------- | ----------- | --------- | -------------------- | ---------------- |
| 1996   | CAF-bajnokok ligája | 1. kör      | Mauritius | Sunrise Flacq United | 3–1, 1–2         |
| 1996   | CAF-bajnokok ligája | 2. kör      | Mozambik  | Desportivo Maputo    | –, –*            |
| 1996   | CAF-bajnokok ligája | Negyeddöntő | Marokkó   | COD Meknès           | 2–0, 2–2         |
| 1996   | CAF-bajnokok ligája | Elődöntő    | Tunézia   | CS Sfaxien           | 1–0, 0–1 b.r:4–3 |
| 1996   | CAF-bajnokok ligája | Döntő       | Nigéria   | Shooting Stars FC    | 1–2, 2–1 b.r:5–4 |

*A Desportivo Maputo csapata visszalépett, ezért az ez-Zamálek játszott mérkőzés nélkül jutott tovább.
| Szezon | Esemény             | Kör           | Ország   | Klub               | Eredmény  |
| ------ | ------------------- | ------------- | -------- | ------------------ | --------- |
| 1997   | CAF-bajnokok ligája | 1. kör        | Etiópia  | Saint-George SA    | 2–0, 1–1  |
| 1997   | CAF-bajnokok ligája | 2. kör        | Zambia   | Mufulira Wanderers | 5–2, 1–0  |
| 1997   | CAF-bajnokok ligája | 1. csoportkör | Mozambik | Ferroviário        | 2–1, 0–2  |
| 1997   | CAF-bajnokok ligája | 1. csoportkör | Ghána    | Goldfields         | 1–3, 2–0  |
| 1997   | CAF-bajnokok ligája | 1. csoportkör | Tunézia  | Club Africain      | 0–2, 2–0* |

*A két csoportelső játszotta a döntőt, az ez-Zamálek másodikként végzett a csoportjában.
| Szezon | Esemény             | Kör           | Ország           | Klub            | Eredmény  |
| ------ | ------------------- | ------------- | ---------------- | --------------- | --------- |
| 2002   | CAF-bajnokok ligája | 1. kör        | Ruanda           | APR FC          | 6–0, 0–0  |
| 2002   | CAF-bajnokok ligája | 2. kör        | Zambia           | Nkana FC        | 2–0, 1–1  |
| 2002   | CAF-bajnokok ligája | 1. csoportkör | Elefántcsontpart | ASEC Mimosas    | 3–1, 0–1  |
| 2002   | CAF-bajnokok ligája | 1. csoportkör | Tunézia          | Espérance       | 1–1, 1–0  |
| 2002   | CAF-bajnokok ligája | 1. csoportkör | Mozambik         | Costa do Sol    | 2–0, 3–0* |
| 2002   | CAF-bajnokok ligája | Elődöntő      |                  | TP Mazembe      | 1–1, 2–0  |
| 2002   | CAF-bajnokok ligája | Döntő         | Marokkó          | Raja Casablanca | 0–0, 1–0  |

*A csoportelsők és a második helyezettek jutottak tovább.
| Szezon | Esemény             | Kör    | Ország   | Klub        | Eredmény         |
| ------ | ------------------- | ------ | -------- | ----------- | ---------------- |
| 2003   | CAF-bajnokok ligája | 1. kör | Kenya    | Nzoia Sugar | 3–0, 4–1         |
| 2003   | CAF-bajnokok ligája | 2. kör | Tanzánia | Simba SC    | 0–1, 1–0 b.r:2–3 |

| Szezon | Esemény             | Kör    | Ország | Klub   | Eredmény |
| ------ | ------------------- | ------ | ------ | ------ | -------- |
| 2004   | CAF-bajnokok ligája | 1. kör | Ruanda | APR FC | 3–2, 1–4 |

| Szezon | Esemény             | Kör           | Ország           | Klub            | Eredmény  |
| ------ | ------------------- | ------------- | ---------------- | --------------- | --------- |
| 2005   | CAF-bajnokok ligája | 1. kör        | Kenya            | Tusker FC       | 1–0, 3–1  |
| 2005   | CAF-bajnokok ligája | 2. kör        | Angola           | AS Aviação      | 1–1, 2–0  |
| 2005   | CAF-bajnokok ligája | 1. csoportkör | Elefántcsontpart | ASEC Abidjan    | 1–1, 2–1  |
| 2005   | CAF-bajnokok ligája | 1. csoportkör | Tunézia          | Étoile du Sahel | 1–1, 1–2  |
| 2005   | CAF-bajnokok ligája | 1. csoportkör | Tunézia          | Espérance       | 1–1, 2–1* |
| 2005   | CAF-bajnokok ligája | Negyeddöntő   | Egyiptom         | al-Ahli         | 1–2, 0–2  |

*A csoportelsők és a második helyezettek jutottak tovább.
| Szezon | Esemény             | Kör       | Ország  | Klub       | Eredmény |
| ------ | ------------------- | --------- | ------- | ---------- | -------- |
| 2007   | CAF-bajnokok ligája | Selejtező | Burundi | Vital'O FC | 4–1, 1–0 |
| 2007   | CAF-bajnokok ligája | 1. kör    | Szudán  | al-Hilal   | 0–2, 2–2 |

| Szezon | Esemény             | Kör           | Ország           | Klub                   | Eredmény         |
| ------ | ------------------- | ------------- | ---------------- | ---------------------- | ---------------- |
| 2008   | CAF-bajnokok ligája | Selejtező     | Ruanda           | APR FC                 | 2–1, 2–0         |
| 2008   | CAF-bajnokok ligája | 1. kör        | Elefántcsontpart | Africa Sports National | 2–0, 0–2 b.r:5–4 |
| 2008   | CAF-bajnokok ligája | 2. kör        | Angola           | Interclube             | 3–0, 1–2         |
| 2008   | CAF-bajnokok ligája | 1. csoportkör | Egyiptom         | al-Ahli                | 1–2, 2–2         |
| 2008   | CAF-bajnokok ligája | 1. csoportkör | Zimbabwe         | Dynamos FC             | 1–0, 0–1         |
| 2008   | CAF-bajnokok ligája | 1. csoportkör | Elefántcsontpart | ASEC Mimosas           | 0–0, 0–3         |

### Kupagyőztesek Afrika-kupája
A klub egy alkalommal nyerte meg az 1975-től 2003-ig létező Kupagyőztesek Afrika-kupáját, 2000-ben.
| Szezon | Esemény                     | Kör         | Ország | Klub              | Eredmény         |
| ------ | --------------------------- | ----------- | ------ | ----------------- | ---------------- |
| 1976   | Kupagyőztesek Afrika-kupája | 1. kör      | *      | al-Ahli (Líbia)   | 3–0, 1–2         |
| 1976   | Kupagyőztesek Afrika-kupája | Negyeddöntő |        | Mechal Army       | 0–2, 6–0         |
| 1976   | Kupagyőztesek Afrika-kupája | Elődöntő    |        | Shooting Stars FC | 2–0, 0–2 b.r:3–5 |

*Líbia zászlója 1972 és 1977 között megegyezett az akkori Egyiptomi zászlóval.
| Szezon | Esemény                     | Kör         | Ország | Klub                 | Eredmény  |
| ------ | --------------------------- | ----------- | ------ | -------------------- | --------- |
| 1978   | Kupagyőztesek Afrika-kupája | 1. kör      |        | al-Hilal             | 1–1, 2–1  |
| 1978   | Kupagyőztesek Afrika-kupája | Negyeddöntő |        | Rail Club du Kadiogo | 2–1, 0–1* |

*A Rail Club du Kadiogo jutott tovább.
| Szezon | Esemény                     | Kör         | Ország | Klub           | Eredmény  |
| ------ | --------------------------- | ----------- | ------ | -------------- | --------- |
| 1979   | Kupagyőztesek Afrika-kupája | 1. kör      |        | Simba FC       | 2–1, –*   |
| 1979   | Kupagyőztesek Afrika-kupája | 2. kör      |        | Ogaden Anbassa | –, –**    |
| 1979   | Kupagyőztesek Afrika-kupája | Negyeddöntő |        | CS Imana       | 3–1, –*** |

*A Simba FC az első mérkőzést követően visszalépett.
**Az Ogaden Anbassa visszalépett.
***Az ez-Zamálek 0–1-nél abbahagyta a mérkőzést, így a CS Imana jutott tovább.
| Szezon | Esemény                     | Kör    | Ország | Klub           | Eredmény |
| ------ | --------------------------- | ------ | ------ | -------------- | -------- |
| 1981   | Kupagyőztesek Afrika-kupája | 1. kör |        | Lavori Publici | –, –*    |

*Az ez-Zamálek visszalépett.
| Szezon | Esemény                     | Kör         | Ország | Klub                | Eredmény         |
| ------ | --------------------------- | ----------- | ------ | ------------------- | ---------------- |
| 2000   | Kupagyőztesek Afrika-kupája | 1. kör      |        | Young Africans FC   | 1–1, 4–0         |
| 2000   | Kupagyőztesek Afrika-kupája | 2. kör      |        | Ethiopian Bunna     | 2–1, 1–2 b.r:4–2 |
| 2000   | Kupagyőztesek Afrika-kupája | Negyeddöntő |        | ASC Ndiambour       | 3–1, 0–1         |
| 2000   | Kupagyőztesek Afrika-kupája | Elődöntő    |        | SS Saint-Louisienne | 2–0, 0–0         |
| 2000   | Kupagyőztesek Afrika-kupája | Döntő       |        | Canon Yaoundé       | 4–1, 0–2         |

| Szezon | Esemény                     | Kör         | Ország  | Klub          | Eredmény |
| ------ | --------------------------- | ----------- | ------- | ------------- | -------- |
| 2001   | Kupagyőztesek Afrika-kupája | 1. kör      |         | al-Hilal      | 0–1, 0–1 |
| 2001   | Kupagyőztesek Afrika-kupája | 2. kör      | Zambia  | Nkana FC      | 2–0, 2–2 |
| 2001   | Kupagyőztesek Afrika-kupája | Negyeddöntő | Tunézia | Club Africain | 1–0, 1–3 |

### CAF-kupa
A CAF-kupa 1992 és 2003 között létezett. Az ez-Zamálek két alkalommal szerepelt a tornán, 1999-ben az elődöntőig jutott.
| Szezon | Esemény  | Kör    | Ország | Klub      | Eredmény |
| ------ | -------- | ------ | ------ | --------- | -------- |
| 1998   | CAF-kupa | 1. kör |        | Gor Mahia | 0–1, 4–0 |
| 1998   | CAF-kupa | 2. kör |        | al-Hilal  | 0–0, 0–1 |

| Szezon | Esemény  | Kör         | Ország | Klub                 | Eredmény   |
| ------ | -------- | ----------- | ------ | -------------------- | ---------- |
| 1999   | CAF-kupa | 1. kör      |        | Elite FC             | –, –*      |
| 1999   | CAF-kupa | 2. kör      |        | US Stade Tamponnaise | 0–0, 3–0   |
| 1999   | CAF-kupa | Negyeddöntő |        | Kwara United         | 1–2, 4–0   |
| 1999   | CAF-kupa | Elődöntő    |        | Étoile du Sahel      | 0–2, 3–1** |

*Az Elite FC visszalépett.
*Az Étoile du Sahel jutott be a döntőbe.

### CAF konföderációs kupa
A CAF-konföderációs kupa a kupagyőztesek Afrika-kupája és a CAF-kupa összevonásából született 2004-ben. Az ez-Zamálek, a 2009-es szezont beleértve, még nem vett részt ezen a tornán.

### CAF labdarúgó-szuperkupa
Az ez-Zamálek összesen négy alkalommal jutott be a CAF-labdarúgó-szuperkupába és ebből három ízben hódította el a trófeát.
1993-as CAF-szuperkupa
| 1994. január 16. | ez-Zamálek  | 1 – 0                 | al-Ahli | Johannesburg |
| 1994. január 16. | Manszur 86' | (0 – 0) (Jegyzőkönyv) |         | Johannesburg |

1996-os CAF-szuperkupa
| 1997. február 14. | ez-Zamálek            | 0 – 0 b.r:4–2 | al-Mokáulún | Kairó Nézőszám: 50 000 Játékvezető: es-Sinávi egyiptomi |
| 1997. február 14. | (0 – 0) (Jegyzőkönyv) |               |             | Kairó Nézőszám: 50 000 Játékvezető: es-Sinávi egyiptomi |

2000-es CAF-szuperkupa
| 2001. február 11. | Hearts of Oak SC    | 2 – 0               | ez-Zamálek | Kumasi Nézőszám: 25 000 Játékvezető: Tunyawarimu zimbabwei |
| 2001. február 11. | Addo 11' Kufuor 46' | 1 – 0 (Jegyzőkönyv) |            | Kumasi Nézőszám: 25 000 Játékvezető: Tunyawarimu zimbabwei |

2002-es CAF-szuperkupa
| 2003. február 7. | ez-Zamálek                            | 3 – 1               | al-Vidád Casablanca | Kairó |
| 2003. február 7. | M.A. Váhed 28' Emám 61' Hálím Ali 64' | 1 – 0 (Jegyzőkönyv) | Gosso ?'            | Kairó |

### Afro-ázsiai labdarúgókupa
A klub két alkalommal nyerte meg az afro-ázsiai labdarúgókupát, a következő években:
- 1988-ban és 1997-ben

### Arab kupagyőztesek labdarúgókupája
Az ez-Zamálek egy alkalommal nyerte meg a Arab kupagyőztesek labdarúgókupáját, a következő évben:
- 2003-ban

### Szaúdi-egyiptomi labdarúgó-szuperkupa
A klub egy alkalommal nyerte meg a szaúdi-egyiptomi labdarúgó-szuperkupát, a következő évben:
- 2003-ban

## Az afrikai klubrangsorban elért helyezés
Az Afrikai Labdarúgó-szövetség 2008. május 8-án kiadott rangsora, a 2007-es év végéig elért eredményeket figyelembe véve:
| Helyezés | Ország   | Klub            | Elért pontok |
| -------- | -------- | --------------- | ------------ |
| 1. hely  | Egyiptom | al-Ahli         | 68           |
| 2. hely  | Egyiptom | ez-Zamálek      | 47           |
| 3. hely  | Tunézia  | Étoile du Sahel | 47           |
| 4. hely  | Ghána    | Asante Kotoko   | 43           |

## A klub egyiptomi gólkirályai
| Szezon  | Név                          | Gólok |
| ------- | ---------------------------- | ----- |
| 1956–57 | Alaa El-Hamuli               | 16    |
| 1960–61 | Ali Mohszen                  | 16    |
| 1976–77 | Ali Khalil és Hasszan Sehata | 18    |
| 1978–79 | Ali Khalil                   | 12    |
| 1979–80 | Hasszan Sehata               | 14    |
| 1987–88 | Gamal Abdel Hamid            | 11    |
| 1997–98 | Abdel Hamid Bassziuni        | 15    |
| 2000–01 | Tarek el-Szaíd               | 13    |
| 2001–02 | Hosszam Hasszan              | 18    |
| 2003–04 | Abdel Halim Ali              | 20    |

## Kiemelkedő játékosok

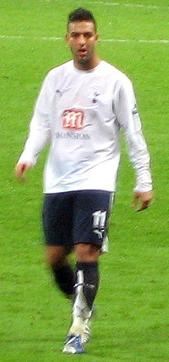
Mido

| - Mohamed Látíf - Haszan Seháta - Táha Bászri - Faruk Gáfar - Ali Halíl - Mohamed Szaláh ed-Dín - Tarek Jehja - Heszám Jakán - Ibrahím Juszef - Asraf Kaszem | - Iszmaíl Juszef - Ajman Manszúr - Emmanuel Amuneke - Házem Emám - Rámi Sában - Ahmed el-Kász - Mido - Hoszam Haszan - Sikabala - Amr Zaki |

## Stadion

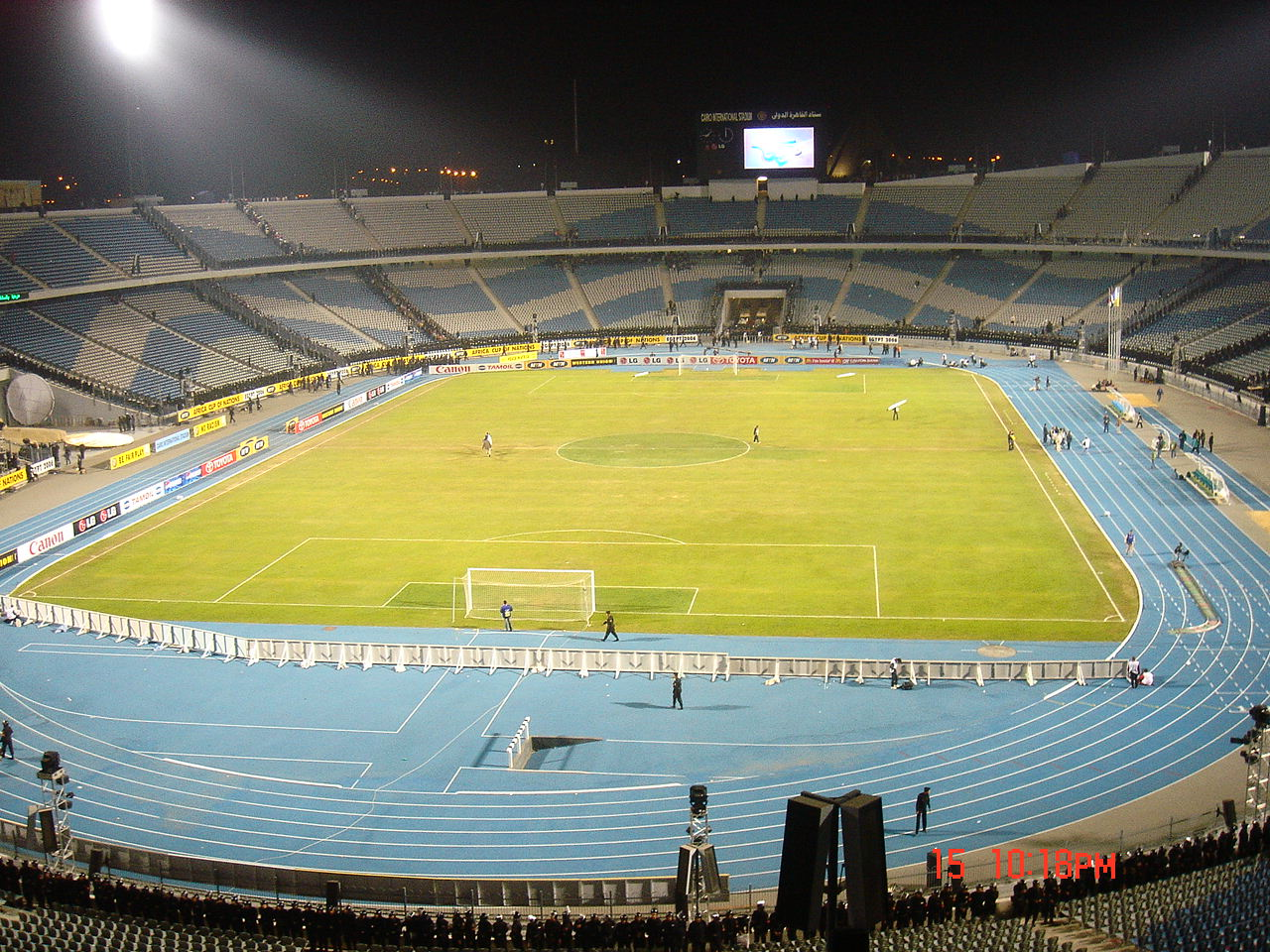
A Kairói Nemzetközi Stadion

Az ez-Zamálek az al-Ahlival és az egyiptomi labdarúgó-válogatottal együtt a Kairói Nemzetközi Stadiont használja hazai pályaként, mivel az eredeti aréna befogadóképessége nem elégíti ki az igényeket. Emellett itt az esetleges incidensek is könnyebben kontrollálhatók. A stadiont, amely 74 100 fő befogadására alkalmas (csak ülőhelyek), 1960-ban nyitották meg. Az aréna számos különböző sportágban lebonyolított sportesemény megrendezésére is alkalmas.
A stadion látogatottsági rekordja 1986-ban 120 ezer fő volt. Bár ez jelentősen meghaladja az eredetileg tervezett 74 100 főt, azonban a stadion tervezésének és szerkezeti felépítésének köszönhetően nem történt baleset. A 2006-os afrikai nemzetek kupája előtt a stadiont korszerűsítették.

## Szurkolók, riválisok
Az ez-Zamálek legjelentősebb szurkolói csoportját az Ultras White Knights ultrái alkotják. Kapcsolatuk különösen rossz a legnagyobb rivális al-Ahlinak szurkolóival. Az al-Ahlival való versengés egészen az ez-Zamálek alapításáig nyúlik vissza.
Az 1940-es évek egyértelműen az ez-Zamálek sikerét hozták el az al-Ahlival szemben. Az egységes egyiptomi bajnokság létrejöttével azonban a nagy rivális átvette a vezetést, és sokáig az ez-Zamálek a második számú egyiptomi és afrikai klub volt az al-Ahli mögött.

## Edzők
| - 1982–1983 Vasovicz és Mahmud Szaad - 1983–84: Mahmud Aburegaila és Ahmed Rifaat - 1984–85: Mahmud Aburegaila és Ahmed Rifaat - 1985–86: Ninkovicz és Zaki Othman Hasszan Sehata Parker és Mahmud Szaad - 1986–87: Parker és Mahmud Szaad Esszam Baheeg és Faruk Gaafar - 1987–88: Esszam Baheeg és Mahmud Szaad - 1988–89: Zaki Othman és Faruk Gaafar Zaki Othman Hamada El-Sarkavi - 1989–90: Carlos - 1990–91: Mahmud Aburegaila - 1991–92: Dave McKay és Faruk Gaafar - 1992–93: Dave McKay és Faruk Gaafar - 1993–94: Dave McKay és Faruk Gaafar Mahmud El-Gohari és Mahmud Szaad - 1994–95: Reidl és Mahmud Szaad Taha Baszri és Hasszan Sehata - 1995–96: Werner Olk és Faruk Gaafar Ahmed Rifaat és Faruk Gaafar - 1996–97: Werner Olk és Mahmud Szaad Werner Olk és Mahmud Aburegaila Werner Olk és Mahmud Szaad Faruk El-Szajed és Ahmed Abdel Halim | - 1997–98: Ruud Krol és Faruk El-Szajed - 1998–99: Ruud Krol és Faruk El-Szajed Ruud Krol és Iszmail Jusszef Faruk Gaafar és Nabil Noszair Mahmud Aburegaila és Ahmed Musztafa - 1999–2000: Mahmoud Aburegaila és Ibrahim Jusszef Helmi Tulan és Asraf Kaszem / Ahmed Ramzi Otto Pfister és Helmi Tulan / Asraf Kaszem / Ahmed Ramzi - 2000–01: Otto Pfister és Helmi Tulan / Asraf Kaszem / Ahmed Ramzi - 2001–02: Otto Pfister és Helmi Tulan / Asraf Kaszem / Ahmed Ramzi Otto Pfister és Mahmud Szaad / Ahmed Ramzi / Esszam Marei - 2002–03: Carlos Roberto F. Cabral és Mahmud Szaad / Tarek Jehia / Ahmed Ramzi Carlos Roberto F. Cabral és Ahmed Rifaat / Ahmed Ramzi - 2003–04: Nelo Vingada és Mahmud El-Khavaga / Ajman Manszur - 2004–05: Dragoszláv Sztepanovics és Ibrahim Jusszef / Gamal Abdullah / Hesam Jakan Carlos Roberto F. Cabral és Ibrahim Jusszef / Ahmed Ramzi / Szamir Mohamed Ali - 2005–06: Theo Bucker és Ahmed Rifaat / Gamal Abdel Hamid / Esszam Marei / Khaled El-Ghandur / Emad El-Manduh Mohamed Szalah és Gamal Abdel Hamid / Esszam Marei / Khaled El-Ghandur / Emad El-Manduh Faruk Gaafar és Gamal Abdel Hamid / Esszam Marei / Khaled El-Ghandur / Emad El-Manduh Manuel Cajuda és Ahmed Ramzi / Esszam Marei - 2006–07: Manuel Cajuda és Ahmed Ramzi Mahmud Szaad Henri Michel és Mahmud Szaad - 2007–08: Ruud Krol és Mohamed Helmi / Moatamed Gamal - 2008–09: Reiner Hollmann és Tarek Jehia / Moatamed Gamal - 2009 Michel Decastel - 2009 Henri Michel - 2009- Hoszam Haszan |

## Elnökök
| - Merzbach: 1911–1915 - Bianchi: 1915–1917 - Dr. Mohamed Badr: 1917–1919 - Mohamed Heidar: 1923–1952 - Mahmud Savki: 1952–1955 - Abdel Hamid El-Savarbi: 1955 - Mahmoud Savki: 1955–1956 - Abdel Latif Abu Regaila: 1956–1961 - Elvi El-Gazzar: 1961–1962 | - Hasszan Amer: 1962–1967 - Mohamed Hasszan Helmi: 1967–1971 - Tavfik El-Khesin: 1971–1972 - Mohamed Hasszan Helmi: 1974–1980 - Mohamed Hasszan Helmi: 1980–1984 - Hasszan Amer: 1984–1988 - Hasszan Abul Fotuh: 1988–1990 - Nur El-Dali: 1990–1992 - Galal Ibrahim: 1992–1996 | - Dr. Kamal Darvis: 1996–2001 - Dr. Kamal Darvis: 2001–2005 - Mortada Manszur: 2005 - Morszi Atallah: 2005–2006 - Mortada Manszur: 2006 - Mamdúh Abbász: 2006–2008 - Dr. Mohammed Amer 2008-2009 - Mamdúh Abbász: 2009– |